# Arcytophyllum venezuelanum
Arcytophyllum venezuelanum är en måreväxtart som beskrevs av Julian Alfred Steyermark. Arcytophyllum venezuelanum ingår i släktet Arcytophyllum och familjen måreväxter. Inga underarter finns listade i Catalogue of Life.